# Pili Pampín
María del Pilar Villar Rivas, más conocida como Pili Pampín  (Ribasar, Rois) nacida el 22 de marzo de 1971, es una cantante gallega. 

## Trayectoria
Grabó su primer disco en 1991 con la Orquesta Compostela, bajo la producción de Manuel Muñiz, quien también compuso las canciones del disco. Presentó un programa en la televisión gallega, Vivan as tardes, y es conocida por aparecer en Supermartes, Land Rober Tunai Show y Luar . También participó en O clan dos impostores. En la actualidad presenta Xuntos en Directo.
En 2021 fue el Premio Alecrín de Oro, que otorga anualmente la Federación Gallega de Entidades Culturales de Cataluña (Fegalcat). 
En 2021 aparecieron “Las Pampina's Girls” (Sus hijas Flavia y Ximena junto a sus sobrinas Luz y Estela). Con ellas inauguró A Liga das Familias Extraordinarias en la TVG. 
En 2022 colaboró en una canción con el cantante Ortiga para el especial de fin de año de la TVG. Este tema fue posteriormente estrenado en un vídeoclip grabado en la discoteca pontevedresa La luna y dirigido por Xaime Miranda.  También colaboraron en O galo... con un remix de la canción. 
El 19 de mayo de 2023 edita junto al cantante Ortiga el disco Ortiga y Pili Pampín, en el que versionan éxitos como Como yo te amo de Rocío Jurado o Vete y pega la vuelta de Pimpinela, además de versionar al gallego famosos temas internacionales como Free from desire.

### Vida familiar
Sus padres fueron José y Pilar, su abuela Fita y sus hermanos José, Ramón y María.  Durante muchos años su familia tuvo el restaurante Pampín en A Escravitude, Padrón.
Está casada con Chus Torrente y tiene dos hijas, Flavia y Ximena. Vive en Cacheiras (Teo).

## Discografía
- Pili Pampín (1992)
- Canto para ti (1993)
- Galicia sempre (1994)
- Pili Pampín (recompilatorio; 1996)
- Noites de festa (1999). Temas: Noches de fiesta, Se acabó lo que se daba, Xa estou en Santiago, Voltar para a terra, Siempre te amaré, Mariñeiro da dorniña, Cancioneiro galego, Camiño de Santiago, Penitas mías, Sabor.[7]
- Grandes éxitos (2013). Temas: Pandeirada mix, Cantares galegos, Canto para ti, Desafío dos vellos, Coplas de España, Desafío dos casados, Lo vas a pagar muy caro, Desafío dos maridos, Ven mariñeiro, No deseo tu dinero, Xacobeo, Miña Galicia, Desafía de un arrepentido, El amor no dura, Porque tú me enamoraste, Tú, Posiblemente, Amargo café.[8]